# Forgive and Forget (Beverly Hills, 90210)
Forgive and Forget is de derde aflevering van het achtste seizoen van het tienerdrama Beverly Hills, 90210, die voor het eerst werd uitgezonden op 17 september 1997.

## Plot
Kelly wordt het ziekenhuis binnengebracht, ze is nog bij kennis maar het ziet er slecht uit. Ze wordt meteen doorgestuurd naar de operatiekamer waar ze haar zullen opereren. De vriendengroep blijft ongerust achter in de wachtkamer. De politie komt hen ondervragen over wat ze gezien hebben, iedereen zegt wat anders over hoe de verdachten eruitzien. Alleen Brandon rammelt zo de feiten op en is zeker van zijn zaak. De moeder van Kelly, Jackie, komt ook kijken hoe het er voor staat met Kelly en dan komt de chirurg melden dat ze geopereerd is en het goed zal komen. Dit is een grote opluchting voor iedereen. De chirurg wil dat iedereen naar huis gaat omdat ze daar nu toch niets kunnen doen. Ze gaan naar huis met uitzondering van Brandon en Jackie. Steve gaat naar de Peach Pitt en wil graag de sleutels van de club om zich daar te kunnen bezatten, hij licht ook meteen Nat in die zich rot schrikt. David en Donna gaan naar het strandhuis en bezinnen zich op het leven. Valerie gaat met Noah mee en gaan naar een huis van vreemde mensen en springen daar in het zwembad.
De volgende morgen worden David en Donna wakker van de deurbel, het is Felice die van Kelly heeft gehoord en is zeer bezorgd. Donna wil dat David zich verstopt en David zegt daarop dat hij wil dat Donna open kaart speelt met Felice. Donna wil het wel maar is er nog niet aan toe tot ergernis van David. Als Donna later weer in het ziekenhuis is dan zit ze samen met Felice in ziekenhuis kapel. Eindelijk heeft ze de moed om haar moeder in te lichten over David en dat ze seks hebben gehad. Felice kan dit nog niet verwerken en loopt boos weg. David is blij en trots op Donna dat ze eindelijk eerlijk is geweest tegen Felice. David komt steeds meer in de moeilijkheden met de club en de rekeningen stapelen alsmaar op, de leveranciers mogen nu pas leveren als David contant betaalt.
Steve is weer met Erin naar haar voetballes en komt daar Carly weer tegen. De begroeting is niet bepaald vriendelijk en Steve is zeer kortaf tegen haar. Als Carly tegen hem begint te ratelen vertelt Steve over Kelly en Carly krijgt meteen spijt over haar gedrag. Steve voelt zich schuldig omdat zij ontslagen is bij restaurant en wil haar een nieuwe baan aanbieden. Hij neemt haar mee naar de Peach Pitt en stelt haar voor aan Nat, die haar meteen aanneemt.
Brandon wijkt niet van de zijde van Kelly, wel gaat hij even naar het politiebureau voor een confrontatie met mogelijke verdachten, hij pakt er meteen één uit. Die avond gaat Brandon naar de After Dark voor een kleine ontspanning, maar kan Kelly niet uit zijn gedachten zetten. Hij belt even naar Kelly om te kijken hoe het gaat, daar krijgt hij te horen dat Kelly een terugval heeft en meteen geopereerd moet worden. Hij snelt zich naar het ziekenhuis voor meer nieuws. Als Kelly weer terug is op haar kamer slaapt ze nog en Brandon blijft bij haar. Als ze wakker wordt dan vraagt zij aan Brandon wie hij is.

## Rolverdeling
- Jason Priestley - Brandon Walsh
- Jennie Garth - Kelly Taylor
- Ian Ziering - Steve Sanders
- Brian Austin Green - David Silver
- Tori Spelling - Donna Martin
- Tiffani Thiessen - Valerie Malone
- Joe E. Tata - Nat Bussichio
- Hilary Swank - Carly Reynolds
- Ann Gillespie - Jackie Taylor
- Vincent Young - Noah Hunter
- Myles Jeffrey - Zach Reynolds
- Katherine Cannon - Felice Martin
- Mercedes Kastner - Erin Silver